# Priekopa
Priekopa (ungarisch Kapás, 1939–1945 und bis 1907 Prikopa) ist eine Gemeinde im äußersten Osten der Slowakei mit 278 Einwohnern (Stand 31. Dezember 2024), die zum Okres Sobrance, einem Kreis des Košický kraj, gehört.

## Geographie

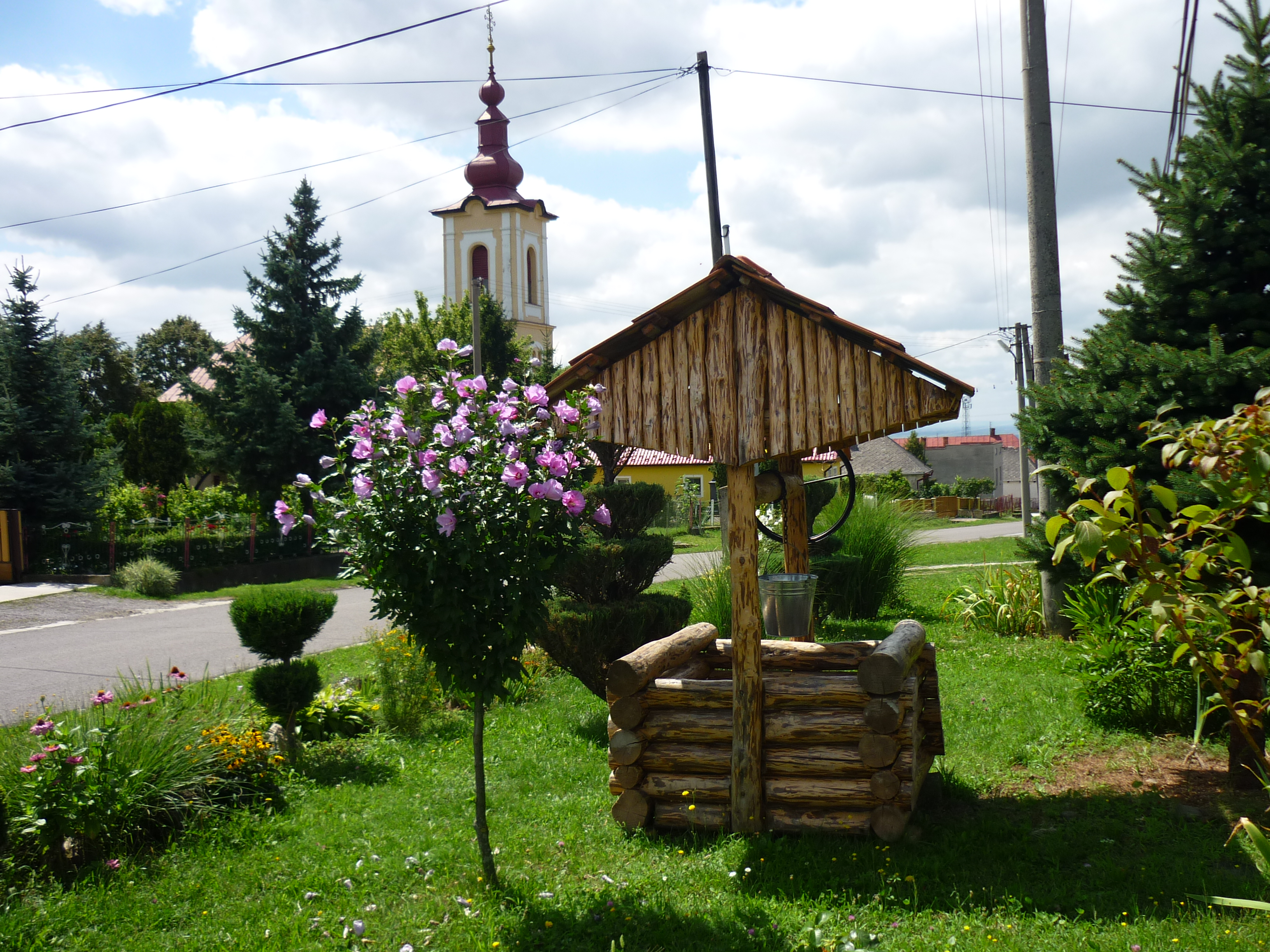
Ortszentrum

Die Gemeinde befindet sich am südwestlichen Hang des Gebirgsstocks Popriečny im Vihorlatgebirge, am Bach Kruhovský potok im Einzugsgebiet des Uh und hat einen Anteil an der Staatsgrenze zur Ukraine. Das Ortszentrum liegt auf einer Höhe von 280 m n.m. und ist acht Kilometer von Sobrance entfernt.
Nachbargemeinden sind Koňuš im Nordwesten, Norden und Nordosten, Onokiwzi (UA) im Osten, Porúbka im Südosten und Süden und Vojnatina im Südwesten und Westen.

## Geschichte
Das Gemeindegebiet wurde in der Altsteinzeit besiedelt.
Priekopa wurde zum ersten Mal 1418 als Prekopa schriftlich erwähnt, weitere historische Bezeichnungen sind unter anderen Prwkopa (1419) und Priekopa (1808). Das Dorf war Teil der Herrschaft von Großmichel und Tibava.
1427 war keine Steuer fällig. 1715 gab es vier Haushalte, 1828 zählte man 37 Häuser und 289 Einwohner, die als Landwirte und Winzer tätig waren.
Bis 1918/1919 gehörte der im Komitat Ung liegende Ort zum Königreich Ungarn und kam danach zur Tschechoslowakei beziehungsweise heute Slowakei. In der ersten tschechoslowakischen Republik verblieben die Einwohner bei traditionellen Einnahmequellen. Als Folge des Slowakisch-Ungarischen Kriegs war der Ort von 1939 bis 1944 noch einmal Teil Ungarns. Nach dem Zweiten Weltkrieg wurde 1958 die örtliche Einheitliche landwirtschaftliche Genossenschaft (Abk. JRD) gegründet, ein Teil der Einwohner pendelte zur Arbeit in Industriebetriebe in Sobrance, Michalovce und Košice (dort insb. in den Ostslowakischen Stahlwerken).

## Bevölkerung
| Jahr                | 1994 | 2004     | 2014    | 2024    |
| ------------------- | ---- | -------- | ------- | ------- |
| Anzahl der Personen | 258  | 300      | 292     | 278     |
| Unterschied         |      | +16,27 % | −2,66 % | −4,79 % |

| Jahr                | 2023 | 2024    |
| ------------------- | ---- | ------- |
| Anzahl der Personen | 277  | 278     |
| Unterschied         |      | +0,36 % |

Nach der Volkszählung 2011 wohnten in Priekopa 290 Einwohner, davon 278 Slowaken. Ein Einwohner gab eine andere Ethnie an und 11 Einwohner machten keine Angabe zur Ethnie.
155 Einwohner bekannten sich zur griechisch-katholischen Kirche, 110 Einwohner zur römisch-katholischen Kirche, neun Einwohner zur orthodoxen Kirche und sechs Einwohner zur Evangelischen Kirche A. B. und ein Einwohner zur reformierten Kirche. Bei neun Einwohnern wurde die Konfession nicht ermittelt.

## Bauwerke
- griechisch-katholische Kirche Geburt der allheiligen Gottesgebärerin im historisierenden Stil aus den Jahren 1913[6]

## Verkehr
Nach Priekopa führt die Cesta III. triedy 3802 („Straße 3. Ordnung“) von einer Kreuzung mit der Cesta III. triedy 3801 in Vojnatina heraus.

## Persönlichkeiten
- Adolf Büchler (1867–1939), österreichisch-ungarischer Rabbiner, Historiker und Theologe
- Adolf Scherer (1938–2023), Fußballspieler